# Усть-Илимский район
Усть-Или́мский райо́н — административно-территориальное образование (район) и муниципальное образование (муниципальный район) в Иркутской области России.
Административный центр — город Усть-Илимск (в состав района не входит).

## География
Усть-Илимский район занимает площадь 36,6 тыс. км², что составляет 4,9 % площади Иркутской области. Граничит на востоке с Катангским, Усть-Кутским, на юго-востоке с Нижнеилимским, на юге с Братским, на юго-западе с Чунским районами области, на северо-западе и севере с Красноярским краем.
Ресурсы
Обладает высоким природно-ресурсным потенциалом.
- Степень освоения полезных ископаемых невелика. Разведано и начато освоение Жеронского месторождения каменного угля с проектной мощностью 3 млн т. угля в год. Разведаны, но не освоены Калаевское, Молдаванское, Нерюндинское, Поливское и др. месторождения магнетитовых железных руд. Освоение этих месторождений возможно лишь путём создания новых ГОКов. Выявлено Бадарминское месторождение цеолитов. Разведано 6 месторождений естественных строительных материалов, из них эксплуатируются Долеритовое, Кашимское, Карьер 45. Карьер 78, Силахтинское, и Яросамское подготовлены к освоению.
- Значительные лесосырьевые ресурсы — 639,6 млн м³, в том числе ценных хвойных пород, удельный вес которых в заготовках достигает 97 %.
- Наиболее значимую роль в общем природно-ресурсном потенциале района играют гидроэнергетические ресурсы, потенциальные запасы которых оцениваются в 22,2 млрд кВт·ч. Большая часть уже задействована Усть-Илимской ГЭС (среднегодовая выработка — 21,7 млрд кВт·ч), остальные будут задействованы с вводом Богучанской ГЭС в Красноярском крае.

## История
Ранее территория района входила в состав Братского района. 15 февраля 1968 года указом Президиума Верховного Совета РСФСР № 295 был отделен от Братского и образован Усть-Илимский район с центром в рабочем посёлке Усть-Илимск (ныне город Усть-Илимск).

## Население
| 1970    | 1979    | 1989    | 2002    | 2009    | 2010    | 2011    |
| ------- | ------- | ------- | ------- | ------- | ------- | ------- |
| 28 256  | ↘26 135 | ↘25 832 | ↘21 154 | ↗21 391 | ↘18 589 | ↘18 574 |
| 2012    | 2013    | 2014    | 2015    | 2016    | 2017    | 2021    |
| ↘18 495 | ↘18 219 | ↘16 851 | ↘16 179 | ↘15 724 | ↘15 274 | ↘13 426 |

Демографическая ситуация в районе характеризуется сокращением численности населения: −3,7 человека на 1000 жителей. Основным фактором снижения численности является миграционный поток.

### Урбанизация
В городских условиях (рабочий посёлок Железнодорожный) проживают  44,36 % населения района.

## Муниципально-территориальное устройство
В муниципальный район входят 8 муниципальных образований, в том числе 1 городское поселение и 7 сельских поселений, а также межселенные территории без какого-либо статуса муниципального образования:
| №        | Муниципальное образование | Административный центр          | Количество населённых пунктов | Население (чел.) | Площадь (км²) |
| -------- | ------------------------- | ------------------------------- | ----------------------------- | ---------------- | ------------- |
| 1e-06    | Городское поселение       |                                 |                               |                  |               |
| 1        | Железнодорожное           | рабочий посёлок Железнодорожный | 1                             | ↘5956            | 329,00        |
| 1.000002 | Сельские поселения        |                                 |                               |                  |               |
| 2        | Бадарминское              | посёлок Бадарминск              | 2                             | ↘768             | 179,38        |
| 3        | Ершовское                 | село Ершово                     | 1                             | ↘753             | 414,03        |
| 4        | Невонское                 | посёлок Невон                   | 1                             | ↘2215            | 403,35        |
| 5        | Подъеланское              | село Подъеланка                 | 1                             | ↘534             | 364,04        |
| 6        | Седановское               | посёлок Седаново                | 2                             | ↘1333            | 593,69        |
| 7        | Тубинское                 | посёлок Тубинский               | 3                             | ↘1706            | 605,46        |
| 8        | Эдучанское                | посёлок Эдучанка                | 1                             | ↘1502            | 254,05        |
| 8.000003 |                           |                                 |                               |                  |               |
| 8.000004 | межселенные территории    |                                 | 0                             | →0               | 33453,03      |

Законом Иркутской области от 26 декабря 2016 года было упразднено Кеульское муниципальное образование, а его территория была включена в межселенные территории.

### Населённые пункты
В Усть-Илимском районе 10 населённых пунктов.
| №  | Населённый пункт | Тип             | Население | Муниципальное образование                 |
| -- | ---------------- | --------------- | --------- | ----------------------------------------- |
| 1  | Бадарма          | посёлок         | ↘207      | Бадарминское муниципальное образование    |
| 2  | Бадарминск       | посёлок         | ↘787      | Бадарминское муниципальное образование    |
| 3  | Ершово           | село            | ↘753      | Ершовское муниципальное образование       |
| 4  | Железнодорожный  | рабочий посёлок | ↘5956     | Железнодорожное муниципальное образование |
| 5  | Невон            | посёлок         | ↘2215     | Невонское муниципальное образование       |
| 6  | Подъеланка       | село            | ↘534      | Подъеланское муниципальное образование    |
| 7  | Седаново         | посёлок         | ↘1493     | Седановское муниципальное образование     |
| 8  | Тубинский        | посёлок         | ↘1940     | Тубинское муниципальное образование       |
| 9  | Тушама           | посёлок         | ↘50       | Тубинское муниципальное образование       |
| 10 | Эдучанка         | посёлок         | ↘1502     | Эдучанское муниципальное образование      |

Законом Иркутской области от 26 декабря 2016 года были упразднены село Кеуль и деревня Тушама, располагавшиеся на территории Кеульского муниципального образования, упразднённого в тот же день.
Законом Иркутской области от 6 марта 2024 года были упразднены посёлки Кедровый и Ковинский.

## Экономика
Усть-Илимский район приравнен к районам Крайнего Севера и находится вне зоны интенсивного освоения на удалении от транзитных железнодорожных магистралей — Транссибирской и Байкало-Амурской. Системообразующей отраслью экономики района является лесозаготовка и деревообработка. В связи с суровостью природно-климатических условий сельское хозяйство развито слабо. Общее направление специализации сельского хозяйства — мясомолочное животноводство, производство зерновых культур, овощей и картофеля.

## Социальная сфера
- Образование: 11 средних муниципальных общеобразовательных учреждений, 1 вечерняя (сменная) школа, 1 районный центр дополнительного образования детей, 1 детско-юношеская спортивная школа, 11 дошкольных образовательных учреждений.
- Учреждения культуры: 12 клубов, 13 библиотек, из которых 2 библиотеки—музеи, 1 библиотека-магазин, 1 библиотека-клуб, 1 районная детская школой искусств.

В учреждениях культуры действует 58 любительских объединений, два из которых — хор русской песни Кеульского СДК и фольклорная группа «Сударушка» РДК п. Невон — имеют звание народных.
- Здравоохранение в районе представлено Железнодорожной больницей на 75 коек, Эдучанской участковой больницей со стационаром на 36 коек, 6 врачебными амбулаториями, 5 фельдшерско-акушерскими пунктами.
- Спорт: в районе имеется спортивно-оздоровительный центр в п. Невоне, спортивный клуб в с. Ершове, стадионы в 9 поселках.

## Туризм
Район интересен для любителей экстремальных видов туризма и сплавщиков (река Бадарма).